# Allen Woodring

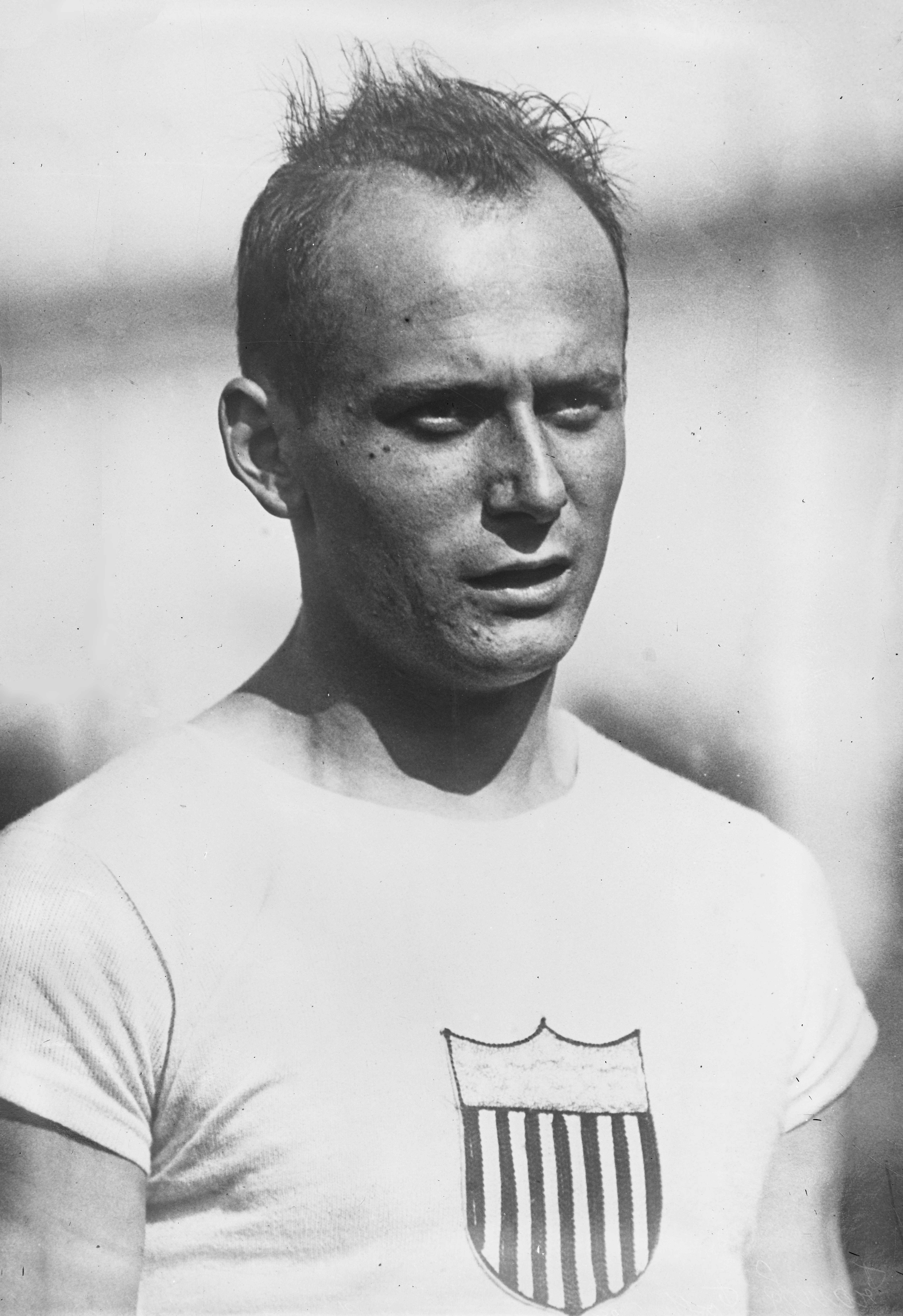
Allen Woodring, 1920

Allen Woodring (* 15. Februar 1898 in Hellertown, Pennsylvania; † 15. November 1982 in Clearwater, Florida) war ein US-amerikanischer Leichtathlet. Bei den Olympischen Spielen 1920 in Antwerpen wurde er Olympiasieger über 200 Meter.
Woodring hatte sich als Fünftplatzierter der US-amerikanischen Ausscheidungswettkämpfe zunächst nicht für die Olympischen Spiele qualifizieren können. Kurz vor der Abreise der Delegation nach Belgien wurde ihm jedoch anstelle des Viertplatzierten die Teilnahme erlaubt.
Seine Läufe musste Woodring in geliehenen Schuhen bestreiten, nachdem seine Laufschuhe kurz nach der Ankunft in Antwerpen auseinandergefallen waren und er keine neuen beschaffen konnte. Im Finale am 20. August 1920 setzte er sich gegen seine Konkurrenz durch und gewann in 22,0 s vor dem Favoriten und 100-Meter-Olympiasieger Charles Paddock die Goldmedaille.